# Avonmouth (stacja kolejowa)
Avonmouth – stacja kolejowa w Bristolu na linii kolejowej Severn Beach Line, 14 km od stacji Bristol Temple Meads. Obsługuje dzielnicę Avonmouth.

## Ruch pasażerski
Stacja obsługuje 88 332 pasażerów rocznie (dane za okres od kwietnia 2021 do marca 2022). Posiada bezpośrednie połączenia z  Bristol Parkway, Severn Beach. Pociągi odjeżdżają ze stacji w odstępach godzinnych w każdą stronę.

## Obsługa pasażerów
Przystanek autobusowy. Stacja nie posiada parkingu samochodowego, miejsce parkingowe dla czterech rowerów. Odprawa podróżnych odbywa się w pociągu.